# Roberto Assagioli
Roberto Assagioli , né le 27 février 1888 à Venise et mort le 23 août 1974 à Capolona d'Arezzo, est un médecin neuropsychiatre et pionnier de la psychanalyse italienne. Au départ disciple de Freud, il se sépara du maître pour développer sa propre approche de la psychothérapie, qu'il appela la psychosynthèse.

## Biographie
Roberto Assagioli est né le 27 février 1888 dans une famille juive aisée de Venise. Il reçut une bonne culture classique et, grâce à des séjours à l'étranger, il apprit à parler sept langues couramment. Le docteur Roberto Assagioli obtint ses diplômes de l'Université de Florence. Il se spécialisa en neurologie et psychiatrie à Zurich tout en poursuivant des études de psychologie et de philosophie. À Zurich, en 1909, il fit la connaissance de  Carl Gustav Jung, qui était encore proche de Freud à cette époque. Comme thèse de doctorat en psychiatrie, Assagioli fit une « étude critique de la psychanalyse ». C'est vers cette époque qu'il entendit parler du concept de psychosynthèse, avancé par un psychiatre suisse nommé Doumeng Bezzola, qui circulait dans le milieu de la psychanalyse - concept auquel il s'intéressera au point d'y consacrer sa vie. 
Assagioli a été sensibilisé très tôt aux questions spirituelles, puisque sa mère s'intéressait à la théosophie, une pensée mystico-ésotérique fondée par Mme Blavatsky, très populaire dans la bourgeoisie de l'époque. Il a aussi été militant pacifiste durant la Seconde Guerre mondiale, ce qui n'a pas plu à Mussolini. On raconte qu'il aurait mis à profit son emprisonnement qui s'est ensuivi pour expérimenter et raffiner certaines méthode de connaissance de soi, comme l'écriture et la méditation.
Après avoir exploré et pratiqué diverses méthodes de psychothérapie, il développa une nouvelle voie qu'il appela Psychosynthèse et fonda à Rome, en 1926, l'Institut de psychosynthèse. En 1931, il fait la connaissance d'Alice Bailey, une des fondatrices du mouvement New Age, qui fonda l'organisation Lucis Trust et l'Ecole Arcane, il devint représentant pour l'Italie de cette école ésotérique.
On peut rattacher Assagioli à un courant qui passe par Sigmund Freud, Carl Gustav Jung et Abraham Maslow, qu'il a connu personnellement. 
La psychosynthèse considère l'être humain comme un tout et accorde à chaque dimension l'importance qui lui revient; elle vise à mettre l'homme en harmonie avec lui-même et avec le monde. Elle est classée comme une psychologie transpersonnelle car au-delà du moi conscient elle pose l'existence d'un soi supérieur ou transpersonnel.

## Œuvres principales
- Psychosynthèse, principes et techniques (1965 en anglais, trad. it. en 1973), trad., Desclée de Brouwer, 1997, 286 p.
- Construire sa vie par la psychosynthèse (1966), Courrier du livre, 1965, 48 p.
- La Volonté libératrice (1973), Le Hierarch, 1989, 186 p.
- Le développement transpersonnel (1988, posthume), Desclée de Brouwer, coll. Epi-intelligence du corps, 1994, 316 p.
- Développement spirituel et troubles neuropsychiques, Greenville (USA), Psychosynthesis research foundation, 1962, 27 p.